# Molineria crassifolia
Molineria crassifolia är en enhjärtbladig växtart som beskrevs av John Gilbert Baker. Molineria crassifolia ingår i släktet Molineria och familjen Hypoxidaceae. Inga underarter finns listade i Catalogue of Life.